# Seznam chráněných území v okrese Trutnov
Toto je seznam chráněných území v okrese Trutnov.
| Kód  | Obrázek                            | Typ  | Název                     | Rozloha (ha) | Galerie Commons                                                    | Popis území | Souřadnice                       |
| ---- | ---------------------------------- | ---- | ------------------------- | ------------ | ------------------------------------------------------------------ | --- | -------------------------------- |
| 2401 | Adršpašskoteplické skály           | NPR  | Adršpašsko-teplické skály | 1 712        | Kategorie „Adršpašskoteplické skály“ na Wikimedia Commons          | Rozlehlé skalní město budované turonskými pískovci | 50°35′56″ s. š., 16°6′50″ v. d.  |
| 62   | CHKO Broumovsko                    | CHKO | Broumovsko                | 41 000       |                                                                    | | 50°32′50″ s. š., 16°17′28″ v. d. |
| 2463 |                                    | PP   | Čertovy hrady             | 1,02         | Kategorie „Čertovy hrady (natural monument)“ na Wikimedia Commons  | Souvislé balvaniště cenomanských pískovců | 50°25′28″ s. š., 15°45′47″ v. d. |
|      | Výhled ze zříceniny Břecštejn      | PřP  | Hrádeček                  |              | Kategorie „Nature park Hrádeček“ na Wikimedia Commons              | | 50°35′5″ s. š., 15°49′21″ v. d.  |
| 5969 | Přírodní památka Hustířanský les   | PP   | Hustířanský les           | 1,631        | Kategorie „Hustířanský les“ na Wikimedia Commons                   | Lesní porost s výskytem silně ohroženého střevíčníku pantoflíčku |                                  |
| 2002 | Kalské údolí                       | PP   | Kalské údolí              | 22,94        | Kategorie „Kalské údolí“ na Wikimedia Commons                      | Přirozený tok Bystřice s přirozeným tokem, břehovými porosty a vlhkomilnými loukami | 50°27′43″ s. š., 15°38′38″ v. d. |
| 5517 |                                    | EVL  | Kamenná                   | 2,9059       |                                                                    | Výrazná slepencová skála se zachovalými společenstvy suťových lesů, reliktních borů a štěrbinové vegetace. Výskyt ohrožených druhů rostlin.                                                                                    | 50°34′17″ s. š., 15°47′34″ v. d. |
| 66   | Krkonošský národní park, Sněžka    | NP   | Krkonošský národní park   | 36 300       | Kategorie „Krkonoše in the Czech Republic“ na Wikimedia Commons    | | 50°44′10″ s. š., 15°44′25″ v. d. |
| 2916 | EVL Labe - Hostinné                | EVL  | Labe - Hostinné           | 11,15        | Kategorie „Labe - Hostinné“ na Wikimedia Commons                   | | 50°32′59″ s. š., 15°41′19″ v. d. |
| 5970 | Luční potok v Rudníku              | PP   | Luční potok v Podkrkonoší | 3,56         | Kategorie „Luční potok (Čistá tributary)“ na Wikimedia Commons     | Biotop a populace raka kamenáče | 50°35′20″ s. š., 15°47′47″ v. d. |
| 5314 | Sklenářovické údolí - střední část | PP   | Sklenářovické údolí       | 180,60       | Kategorie „Sklenářovické údolí“ na Wikimedia Commons               | Rozsáhlý komplex podhorských a horských luk a mokřadů s mimořádnou a dosud zachovalou mozaikou rozptýlené zeleně | 50°37′59″ s. š., 15°51′2″ v. d.  |
| 1767 | Slunečná stráň                     | PP   | Slunečná stráň            | 16,56        | Kategorie „Slunečná stráň (natural monument)“ na Wikimedia Commons | Rozsáhlý komplex slatinných a rašelinných luk s mimořádnou a dosud zachovalou mozaikou rostlinných společenstev | 50°38′2″ s. š., 15°49′28″ v. d.  |
| 6200 | PP Vejsplachy v listopadu 2022     | PP   | Vejsplachy                | 3,34         | Kategorie „Vejsplachy (natural monument)“ na Wikimedia Commons     | Ochrana vitálních populací zvláště chráněných druhů rostlin podmáčených stanovišť a dalších druhů rostlin a živočichů s trvalým nebo periodickým výskytem v území přírodní památky                                             | 50°37′8″ s. š., 15°36′17″ v. d.  |
| 520  | Popis obrazku                      | PR   | Vřešťovská bažantnice     | 10,42        |                                                                    | Ochrana části lužního lesa s vysokou hladinou spodní vody v povodí říčky Trotiny. | 50°20′55″ s. š., 15°45′33″ v. d. |
| 5710 | Extenzivní sečená louka            | PP   | Žaltman                   | 54,97        | Kategorie „Žaltman (natural monument)“ na Wikimedia Commons        | Ochrana evropsky významných typů stanovišť: extenzivních sečených luk nížin až podhůří, bučin asociace Luzulo-Fagetum, bučin asociace Asperulo-Fagetum a smíšených jasanovo-olšových lužních lesů temperátní a boreální Evropy |                                  |

## Zrušená chráněná území
| Kód  | Obrázek                   | Typ | Název                | Rozloha (ha) | Galerie Commons                                       | Popis území                                                                                    | Souřadnice                       |
| ---- | ------------------------- | --- | -------------------- | ------------ | ----------------------------------------------------- | ---------------------------------------------------------------------------------------------- | -------------------------------- |
| 285  |                           | PP  | Boberská stráň       | 18,86        | Kategorie „Boberská stráň“ na Wikimedia Commons       | Typická submontánní květnatá bučina a suťový porost v Krkonoších. Zrušena k 1. dubnu 2008      | 50°39′9″ s. š., 15°54′25″ v. d.  |
| 677  |                           | PP  | Herlíkovické štoly   | 0,01         | Kategorie „Herlíkovické štoly“ na Wikimedia Commons   | Ochrana trvalého zimoviště různých druhů netopýrů ve starých štolách                           | 50°40′49″ s. š., 15°35′56″ v. d. |
| 2455 | Rašeliniště na Černé hoře | PP  | Černohorská rašelina | 72,04        | Kategorie „Černohorská rašelina“ na Wikimedia Commons | Horské rašeliniště po obvodu zarostlé kosodřevinou. Zrušena k 1. dubnu 2008                    | 50°39′43″ s. š., 15°45′10″ v. d. |
| 658  |                           | PP  | Klínový potok        | 0,29         |                                                       | Úsek horského potoka s obřími hrnci a skalnatými prahy. Zrušena k 1. březnu 2009               | 50°42′8″ s. š., 15°38′31″ v. d.  |
| 659  |                           | PP  | Labská soutěska      | 2,80         | Kategorie „Labská soutěska“ na Wikimedia Commons      | Ochrana jedinečné ukázky erozních forem a peřejí v muskovitických ortorulách horního toku Labe | 50°40′45″ s. š., 15°35′54″ v. d. |
| 1931 |                           | PP  | Lom Strážné          | 4,22         | Kategorie „Lom Strážné“ na Wikimedia Commons          | Jeskyně v krystalických vápencích, v lomu výskyt obojživelníků a plazů                         | 50°40′42″ s. š., 15°37′27″ v. d. |
| 529  | pramen Labe               | PP  | Prameny Labe         | 2 886        |                                                       | Nejcennější vrcholové partie Krkonoš v pramenné oblasti Labe. Zrušena k 1. dubnu 2008.         | 50°47′39″ s. š., 15°28′2″ v. d.  |
| 521  |                           | PP  | Prameny Úpy          | 4 278        |                                                       | Nejcennější partie Krkonoš v pramenné oblasti Úpy. Zrušena k 1. dubnu 2008.                    | 50°44′30″ s. š., 15°39′22″ v. d. |
| 379  | Rýchory                   | PP  | Rýchory              | 303,10       |                                                       | Zrušena v r. 2008, vrcholová partie Rýchorského hřebene s přirozenými porosty a rašeliništi    | 50°38′49″ s. š., 15°52′8″ v. d.  |